# Franziska Troegner

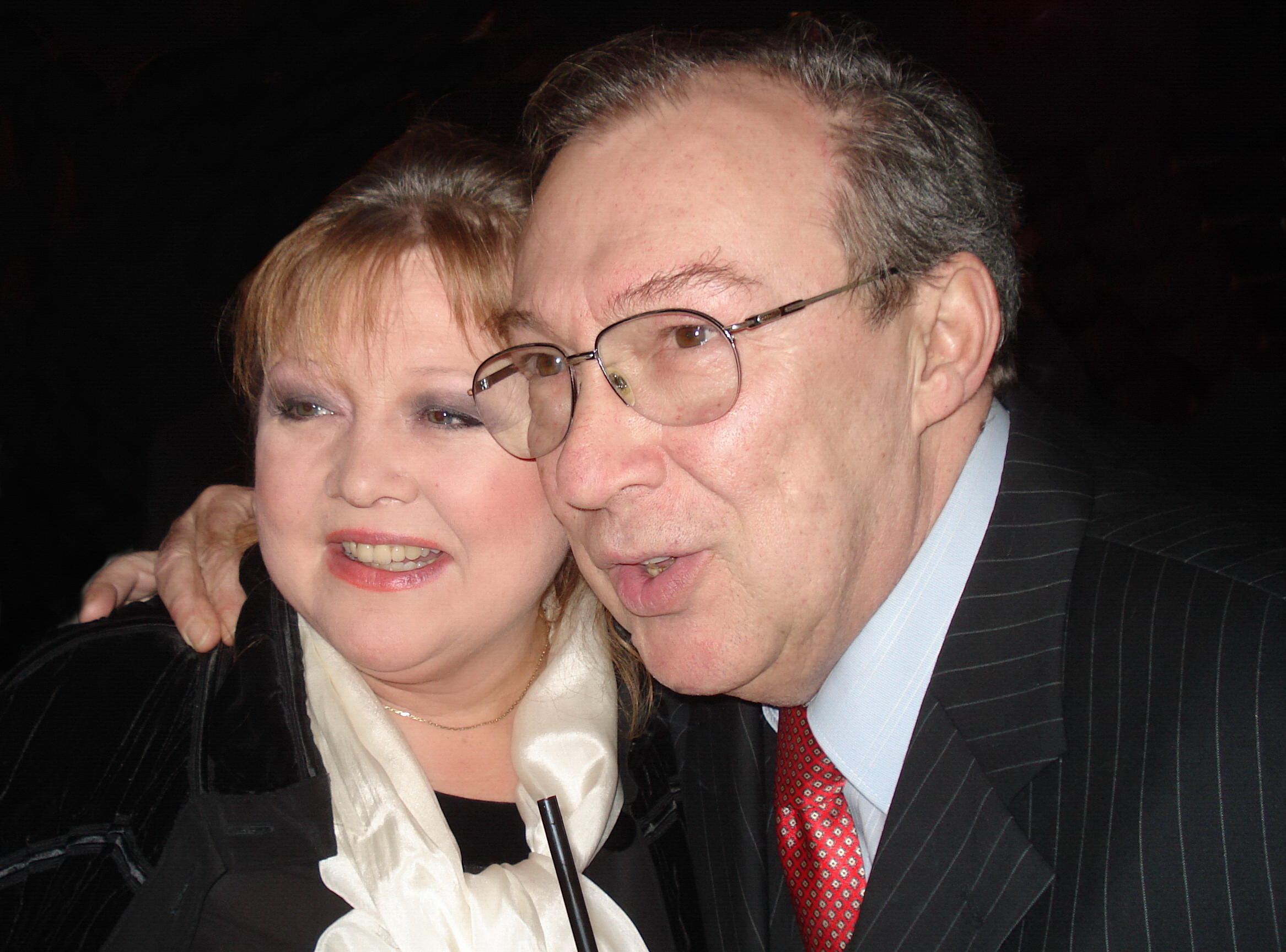
Franziska Troegner mit Kollege Jaecki Schwarz – Berlin, Januar 2009

Franziska Troegner (* 18. Juli 1954 in Ost-Berlin) ist eine deutsche Schauspielerin, Kabarettistin, Synchron- und Hörspielsprecherin. Bekannt wurde sie dem gesamtdeutschen Publikum vor allem als Sketch-Partnerin von Diether Krebs und Dieter Hallervorden sowie in der Rolle der Schwester Gertrud in der ZDF-Familienserie Der Landarzt.

## Leben
Franziska Troegner, Tochter des Schauspielers, Kabarettisten und Regisseurs Werner Troegner (1925–1993) und der Sängerin Elfriede Troegner (1929–1997), wurde im Juli 1954 in Berlin-Mitte geboren. Im August 2009 erschien mit Fürs Schubfach zu dick ihre erste Autobiografie. Im Oktober 2018 folgte im Eulenspiegel-Verlag unter dem Titel Permanent trendresistent eine weitere Biografie von ihr. Troegner lebt im Berliner Stadtbezirk Treptow-Köpenick.

## Karriere

### Wirken am Theater
Troegner debütierte 1959 mit Denkt Euch, ich habe das Christkind gesehen am Berliner Metropol-Theater, ab 1969 gehörte sie zum Jugendstudio des Berliner Kabaretts Die Distel. Nach dem Abitur 1973 absolvierte sie eine Schauspielausbildung bei Doris Thalmer am Berliner Ensemble in Berlin. Sie gehörte ab 1976 insgesamt 18 Jahre lang dem Berliner Ensemble an, wo sie u. a. Hauptrollen in Inszenierungen von Bertolt Brecht wie Mutter Courage und ihre Kinder (als Stumme Kattrin), Dreigroschenoper (als Polly Peachum) und Der kaukasische Kreidekreis (als Grusche Vachnaze) spielte. 1981 verlieh ihr die Berliner Zeitung für ihr Wirken am Theater den Kritikerpreis. Seitdem sie 1993 ihr festes Engagement beim Berliner Ensemble beendete, arbeitet sie freiberuflich. Seit 2014 spielt sie regelmäßig in Bühneninszenierungen am Schlosspark Theater, das seit 2008 als Privattheater von ihrem Schauspielkollegen Dieter Hallervorden betrieben wird.
Seit 2000 hält sie einen jährlichen Chanson-Interpretationsworkshop an der Hochschule für Musik und Theater Rostock. 2015, 2017 und 2019 war sie Jurymitglied bei der Vorauswahl/Finalrunde für den Bundeswettbewerb Gesang Berlin. 2016 wirkte sie bei der Musikwerkstattwoche an der Hochschule für Schauspielkunst Ernst Busch und einem Meisterkurs Chanson/Interpretation an der Schauspielschule Charlottenburg mit.

### Film, Fernsehen und Synchron

#### DDR
1978 gab Troegner in dem Fernsehfilm Das Leben des Galileo Galilei nach der Vorlage von Bertolt Brecht ihr Fernsehdebüt. 1979 spielte sie unter der Regie von Georgi Kissimov in der Literaturverfilmung Hochzeit in Weltzow die Großbauerntochter Elvira. Eine weitere Zusammenarbeit mit Kissimov folgte 1980 in der Filmkomödie Der Baulöwe, dem letzten Kinofilm von Rolf Herricht, wo sie dessen erwachsene Filmtochter Ingrid Keul verkörperte. Ebenfalls 1980 spielte sie unter Hans Joachim Hildebrandt für die für das Fernsehen der DDR produzierte Romanverfilmung Grenadier Wordelmann – nach dem gleichnamigen Werk von Georg Hermann – Sophie, die Stieftochter des von Herbert Köfer dargestellten Bauern Christian Schmitzdorff. Walter Beck besetzte sie 1982 in dem DEFA-Märchenfilm Der Prinz hinter den sieben Meeren an der Seite von Marina Krogull und Leon Niemczyk als Kaufmannstochter Candida. 1983 übernahm sie in Rolf Losanskys Kinderbuchverfilmung Moritz in der Litfaßsäule die Rolle der Lehrerin. 1985 verkörperte sie in der vierteiligen DDR-Fernsehproduktion Johann Sebastian Bach über das Leben des Johann Sebastian Bach die Rolle von dessen zweiter Ehefrau Anna Magdalena Bach. In Frank Vogels Die Gänse von Bützow, nach der gleichnamigen Erzählung von Wilhelm Raabe, spielte sie als Regina neben Rolf Hoppe, Arno Wyzniewski und Ursula Karusseit in einer der Hauptrollen. 1989 erhielt sie den Kunstpreis der DDR.

#### Nach der Wende
Im wiedervereinigten Deutschland konnte Troegner nahtlos an ihrer Laufbahn in der DDR anknüpfen. Dem gesamtdeutschen Publikum bekannt wurde sie 1993 durch die dreizehnteilige RTL-Produktion R.O.S.T. Die Diether-Krebs-Show an der Seite von Diether Krebs und von 1994 bis 2003 als Sketchpartnerin Dieter Hallervordens in der politischen Kabarettsendung Hallervordens Spott-Light im Ersten. 1997 verkörperte sie in der ersten Staffel der MDR-Kinderserie Mama ist unmöglich die Rolle der Viktoria Voss, die ab der zweiten Staffel von Angelika Milster verkörpert wurde. Weitere Bekanntheit erlangte sie von 2001 bis 2013 in ihrer festen Rolle der Schwester Gertrud in der ZDF-Familienserie Der Landarzt, die sie in 170 Folgen spielte.
2001 spielte sie in dem Filmdrama Heidi M. von Michael Klier an der Seite von Katrin Saß deren Freundin Jacqui und wurde für ihre dortige schauspielerische Leistung als beste Nebendarstellerin mit dem Deutschen Filmpreis nominiert. 2005 wirkte Troegner erstmals in einer Hollywoodproduktion mit. Unter der Regie von Tim Burton war sie an der Seite von Johnny Depp als aufgedrehte Mrs. Glupsch, die Mutter des stets nach Süßspeisen gierenden Jungen Augustus Glupsch, in der Literaturverfilmung Charlie und die Schokoladenfabrik zu sehen.
Regelmäßig übernimmt Troegner Gastrollen in zahlreichen Fernsehserien- und reihen, so in Krimiserien wie A.S. – Gefahr ist sein Geschäft, Polizeiruf 110, Tatort, Sperling, Liebling Kreuzberg und Ein starkes Team oder Arzt- und Familienserien, u. a. In aller Freundschaft, Rosamunde Pilcher, Die Kanzlei, Familie Dr. Kleist und Praxis mit Meerblick. 2019 spielte sie in der sechsteiligen Fernsehserie Mein Freund, das Ekel an der Seite von Dieter Hallervorden und Alwara Höfels die Rolle der Hildegard Kuntze („Oma Späti“).
Neben ihren Arbeiten auf der Bühne und in Film und Fernsehen betätigt sich Troegner auch als Synchronsprecherin, u. a. lieh sie in den Agatha-Christie-Fernsehverfilmungen Miss Marple: Das Geheimnis der Goldmine Anette Badland als Dienstmädchen Gladys und in Miss Marple: Ein Mord wird angekündigt Liz Crowther als Kellnerin Myrna ihre Stimme. Zudem war sie in über 500 Hörspielen als Sprecherin tätig.

## Theater (Auswahl)
- 1974: Leben Eduard II. von England (Frau) – Berliner Ensemble – Regie: Ekkehard Schall, Barbara Brecht-Schall
- 1974: Herr Puntila und sein Knecht Matti (Kuhmädchen) – Berliner Ensemble – Regie: Peter Kupke
- 1975: Der Sommerbürger – Berliner Ensemble – Regie: Ruth Berghaus
- 1976: Der Unbedeutende (Netty Klopf)  – Berliner Ensemble – Regie: Karl von Appen, Hein Trilling
- 1978: Mutter Courage und ihre Kinder (Stumme Kattrin) – Berliner Ensemble, Regie: Peter Kupke
- 1979: Von der Freundlichkeit der Welt (Brecht-Abend) – Berliner Ensemble – Regie: Peter Konwitschny
- 1980: Der Widerspenstigen Zähmung (Bianca, Curtis) – Berliner Ensemble, Regie: Bunge/Brück
- 1980: Die Dreigroschenoper (Polly Peachum) – Berliner Ensemble, Regie: Manfred Wekwerth, Jürgen Kern
- 1983: Trommeln in der Nacht (Anna Balicke) – Berliner Ensemble, Regie: Christoph Schroth
- 1983: Die lustigen Weiber von Windsor (Miss Page) – Friedrichstadtpalast Berlin, Regie: Vera Oelschlegel
- 1985: Vom Schiffbauerdamm an den Broadway – Berliner Ensemble – Leitung: Böhm/Ziller/Schebera
- 1987: Zufällig eine Frau – Elisabeth (Martha) – Berliner Ensemble – Regie: Manfred Wekwerth, Alejandro Quintana
- 1987: Jubiläen (Orchesterkonzert) – Friedrichstadtpalast Berlin – Regie: Volkmar Neumann
- 1989: Der Selbstmörder (M. I. Pereswetowa) – Berliner Ensemble – Regie: Manfred Wekwerth
- 1990: Rotter (Mutter Rotter) – Berliner Ensemble – Regie: Christoph Schroth
- 1991: Schweyk (Anna Kopecka) – Berliner Ensemble – Regie: Manfred Wekwerth
- 1993: Herr im Haus bin ich (Margarita) – Theater am Kurfürstendamm Berlin – Regie: Jérôme Savary
- 1993: Columbus verzaubert den Mond – Friedrichstadtpalast Berlin – Regie: Karl Wesseler
- 1996: Romeo und Julia (Amme) – Bad Hersfelder Festspiele – Regie: Volker Lechtenbrink
- 2000: Non(n)sense (Mutter Oberin) – Mecklenburgisches Staatstheater Schwerin – Leitung: M. Staiger, T. Möckel
- 2014: Tagebuch im Sturmgepäck – Theater im Palais Berlin – Regie: Barbara Abend
- 2014: Maria Stuart (Elisabeth) – Klassik am Meer (Theater Usedom) – Regie: Jürgen Kern
- 2014: Misery (Annie Wilkes) – Schlosspark Theater Berlin – Regie: Thomas Schendel
- 2016: Vor Sonnenuntergang (Frau Peters) – Schlosspark Theater Berlin – Regie: Thomas Schendel
- 2016: Einer flog über das Kuckucksnest (Schwester Ratched) – Schlosspark Theater Berlin – Regie: Michael Bogdanov
- 2016: Wand an Wand (Sie) – Hamburger Kammerspiele – Regie: Peter Dehler
- 2017: Das Original (Maude Gutmann) – Kleines Theater Berlin-Mitte – Regie: Karin Bares
- 2017: Mosca und Volpone (Canina) – Schlosspark Theater Berlin – Regie: Thomas Schendel
- 2018: Gnädige Frau, bitte trösten Sie mich – Klassik am Meer (Theater Usedom) – Regie: Jürgen Kern

## Filmografie

### Kino (Auswahl)
- 1978: Was tust du mir, wenn du mich fängst? (Co mi zrobisz, jak mnie złapiesz; nur Stimme)
- 1978: P.S.
- 1979: Ernste Spiele (Veszélyes játékok)
- 1980: Der Baulöwe
- 1981: Platz oder Sieg?
- 1981: Wie wär’s mit uns beiden?
- 1982: Der Prinz hinter den sieben Meeren
- 1982: Familienbande
- 1983: Moritz in der Litfaßsäule
- 1984: Der Lude
- 1985: Die Gänse von Bützow
- 1988: Mensch, mein Papa
- 1989: Der Bruch
- 1991: Tandem
- 1993: Der Kinoerzähler
- 1993: Rosenemil
- 2000: Heidi M.
- 2002: Väter
- 2005: Charlie und die Schokoladenfabrik (Charlie and the Chocolate Factory)
- 2012: Zettl
- 2014: Der Tropfen – Ein Roadmovie
- 2024: Es geht um Luis

### Fernsehen (Auswahl)

#### Fernsehfilme
- 1976 Heitere Premiere, Regie: Heinz Quermann
- 1976 Heiteres Finale, Regie: Heinz Quermann
- 1976 … Und mittenmang der Müggelturm, Regie: Fritz Boeck
- 1978: Das Leben des Galileo Galilei
- 1978: Der zweite Mann
- 1978: Du und icke und Berlin
- 1979: Minna von Barnhelm
- 1979: Hochzeit in Weltzow
- 1979: Herr Puntila und sein Knecht Matti (Berliner Ensemble, Theateraufzeichnung)
- 1980: Grenadier Wordelmann
- 1981: Trabant zu verkaufen
- 1981: Der kaukasische Kreidekreis (Berliner Ensemble, Theateraufzeichnung)
- 1981: Das Obdach
- 1982: Der Schmied seines Glückes
- 1984: Ach du meine Liebe
- 1985: Johann Sebastian Bach (Vierteiler)
- 1987: Einzug ins Paradies
- 1989: Großer Frieden (Berliner Ensemble, Theateraufzeichnung)
- 1989: Der Schlüssel zum Glück
- 1989: Narrenweisheit, Regie: Jurij Kramer
- 1990: Der Brocken
- 1992: Tandem
- 1992: Das große Fest
- 1992: Der Erdnussmann
- 1993: Vater, Mutter, Mörderkind
- 1995: Die Weihnachtsmaus
- 1997: Raus aus der Haut
- 1998: Abgehauen
- 2000: Alle Kinder brauchen Liebe
- 2001: Toter Mann
- 2004: Eine zweimalige Frau
- 2005: Das Glück ihres Lebens
- 2008: Frau Holle
- 2011: Beutolomäus und die Wunderflöte
- 2012: Mit geradem Rücken
- 2013: Uferlos!
- 2015: Chuzpe – Klops braucht der Mensch!

#### Fernsehserien und -reihen
- 1987: Schauspielereien (Folge Berliner Pflanzen)
- 1995: Peter Strohm (Folge Fair Play)
- 1995: A.S. – Gefahr ist sein Geschäft (Folge Ich bin unschuldig)
- 1995: Polizeiruf 110 – Roter Kaviar
- 1995–1996: Salto Postale (9 Folgen)
- 1996: Tatort: Bei Auftritt Mord
- 1996: Mona M. – Mit den Waffen einer Frau (Folge Jede Karte ein As)
- 1996: Unser Lehrer Doktor Specht (3 Folgen)
- 1997: Mama ist unmöglich
- 1997: Sperling – Sperling und der gefallene Engel
- 1997: Freunde fürs Leben (Folge Schönheitskult)
- 1997: Alarm für Cobra 11 – Die Autobahnpolizei (Folge Ausgesetzt)
- 1997: Liebling Kreuzberg (Folge Paradies mit Folgen)
- 1999: Tatort: Der Duft des Geldes
- 2001–2013: Der Landarzt (170 Folgen)
- 2002: Polizeiruf 110 – Der Spieler
- 2003: Edel & Starck (Folge Kann den Liebe Sünde sein)
- 2005–2011: In aller Freundschaft (verschiedene Rollen, 2 Folgen)
- 2004: Polizeiruf 110 – Das Zeichen
- 2007: Rosamunde Pilcher – Der Mann meiner Träume
- 2008: Polizeiruf 110 – Verdammte Sehnsucht
- 2009: Dora Heldt: Urlaub mit Papa
- 2009: SOKO Leipzig (Folge Aysha)
- 2010: Wie erziehe ich meine Eltern? (Folge Helfen und geholfen werden)
- 2012: SOKO Wismar (Folge Ohne Abschied)
- 2013: Heiter bis tödlich: Alles Klara (Folge Schachmatt)
- 2015: Die Kanzlei (Folge Üble Tricks)
- 2019: Familie Dr. Kleist (Folge Warnzeichen)
- 2020: Praxis mit Meerblick – Familienbande
- 2021: Mein Freund, das Ekel (6 Folgen)
- 2024: Ein starkes Team (Folge  Tod einer Pflegerin)
- 2025: Bettys Diagnose (Folge Liebe hat viele Gesichter)

## Hörspiele (Auswahl)
- 1978: Ödön von Horváth: Kasimir und Karoline (Juanita) – Regie: Werner Grunow (Hörspiel – Rundfunk der DDR)
- 1978: Erika Runge: Die Verwandlungen einer fleißigen, immer zuverlässigen und letztlich unauffälligen Chefsekretärin – Regie: Peter Groeger (Hörspiel – Rundfunk der DDR)
- 1979: Horst G. Essler: Roboter weinen nicht (Cynthia Birdcook) – Regie: Fritz-Ernst Fechner (Kriminalhörspiel – Rundfunk der DDR)
- 1979: Wibke Martin: Die Bürgen (Mary) – Regie: Joachim Staritz (Hörspiel – Rundfunk der DDR)
- 1979: Brüder Grimm: König Drosselbart (Prinzessin) – Regie: Heiner Möbius (Kinderhörspiel – Litera)
- 1980: Volksbuch: Fortunatus’ Glückssäckel oder die Kunst, reich zu sein (Jungfrau des Glücks) – Regie: Andreas Scheinert (Hörspiel – Litera)
- 1981: Samuil Marschak: Das Tierhäuschen (Maus, Frosch) – Regie: Maritta Hübner (Kinderhörspiel – Rundfunk der DDR)
- 1981: Christoph Hein: Jakob Borgs Geschichten (Katinka, Teil 1) – Regie: Flora Hoffmann (Kinderhörspiel (5 Teile) – Rundfunk der DDR)
- 1981: Albert Wendt: Das Hexenhaus – Regie: Peter Groeger (Kinderhörspiel – Rundfunk der DDR)
- 1981: László Hárs: Ich war einmal ... oder: Die Zimmerreiseabenteuer des Helden Buci (Mama, Maus, Kater) – Regie: Albrecht Surkau (Kinderhörspiel – Litera)
- 1981: Ingeborg Feustel: Das Märchen von der Maus mit der Grashalmflöte und andere Geschichten für Kinder (Maus, Spatz) – Regie: Albrecht Surkau (Kinderhörspiel – Litera)
- 1982: Irina Liebmann: Sie müssen jetzt gehen, Frau Mühsam – Regie: Barbara Plensat (Rundfunk der DDR)
- 1982: Peter Hacks: Das Turmverlies – Geschichten von Henriette und Onkel Titus (Leni) – Regie: Fritz Göhler (Kinderhörspiel – Litera)
- 1984: Charles Perrault: Riquet und Mirabelle (Freundin, am Hof Prinzessin Mirabelles) – Regie: Karin Lorenz (Kinderhörspiel – Litera)
- 1985: Brüder Grimm: Hans im Glück (Trinchen) – Regie: Norbert Speer (Kinderhörspiel – Litera)
- 1986: Ilija Popovski: Wie Jovan ein Held wurde (Roza) – Regie: Ingeborg Medschinski (Kinderhörspiel – Rundfunk der DDR)
- 1986: Mihály Vörösmarty:  Cgongor und Tünde – Regie: Laszlo Bozo (Rundfunk der DDR)
- 1986: Brüder Grimm: Der Frieder und das Katherlieschen (Katherlieschen) – Regie: Karin Lorenz (Kinderhörspiel – Litera)
- 1987: Hans-Ullrich Krause, Silvia Schulz: Petra – Regie: Maritta Hübner (Rundfunk der DDR)
- 1987: Jörg Berrouschot: Kasper und der Drache Feuerspei (Grete) – Regie: Rüdiger Zeige (Kinderhörspiel/Kurzhörspiel – Rundfunk der DDR)
- 1987: Joachim Brehmer: Berliner Romanze Regie: Edith Schorn (Rundfunk der DDR)
- 1988: Hans Fallada: Geschichten aus der Murkelei – Regie: Angelika Perl (Rundfunk der DDR)
- 1988: Ivo Fischer: Die Schweinchenoper – Regie: Rainer Schwarz (Rundfunk der DDR)
- 1988: Eckhard Bahr: Verlorene Zeit – Regie: Bert Bredemeyer (Rundfunk der DDR)
- 1989: Ilse Aichinger: Knöpfe – Regie: Peter Groeger (Rundfunk der DDR)
- 1989: Heinz Pelka: Der Herr Wilkenschrei – Regie: Detlef Kurzweg (Rundfunk der DDR)
- 1989: Andreas Anden, Wilhelm Hampel: Tödliche Wette  Regie: Fritz-Ernst Fechner (Rundfunk der DDR)
- 1989: Hans Christian Andersen: Das hässliche junge Entlein – Regie: Horst Liepach (Kinderhörspiel – Rundfunk der DDR)
- 1989: Siegfried Stadler: Ein Teddy mit Brille (Kaufhausdirektorin) – Regie: Rüdiger Zeige (Kinderhörspiel – Rundfunk der DDR)
- 1990: Antun Soljan: Der Mann, der die Niederlande rettete (Ehefrau) – Regie: Horst Liepach (Hörspiel – Rundfunk der DDR)
- 1990: Gerhard Rentzsch Augenblickchen – Regie: Karlheinz Liefers (Rundfunk der DDR)
- 1990: Perlschrift – Regie: Edith Schorn (Rundfunk der DDR)
- 1990: Herr Riegel als Zoologe – Regie: Matthias Talheim (Rundfunk der DDR)
- 1990: Alptraum – Regie: Horst Liepach (Rundfunk der DDR)
- 1990: Lucie und Karlheinz – Regie: Karlheinz Liefers (Rundfunk der DDR)
- 1990: Das Eulenschloss – Regie: Christa Kowalski (Rundfunk der DDR)
- 1990: Andreas Scheinert: Das vorrläufige Sterben der Gleichheit – Regie: Horst Liepach (Rundfunk der DDR)
- 1991: Revolutionsetüde – Regie: Albrecht Surkau (Funkhaus Berlin)
- 1991: Auf einem hohen Berg – Regie: Gerda Zschiedrich (Funkhaus Berlin)
- 1991: Startkapital – Regie: Detlef Kurzweg (Funkhaus Berlin)
- 1994: In Zeitung gewickelt – Regie: Klaus Zippel (MDR)
- 1999: Der wahre Patschorke – Regie: Christa Kowalski (DLR)
- 1998: Oliver Bukowski: Nichts Schöneres – Regie: Heidrun Nass (DLR)
- 2000: Jenny Reinhardt: Das Nordseeschwein – Regie: Beatrix Ackers (Hörspiel – DLR)
- 2001: Józef Ignacy Kraszewski: Gräfin Cosel (Gräfin Vitzthum) – Regie: Walter Niklaus (Hörspiel (5 Teile) – MDR)
- 2002: Die Pomologen, Regie: Sabine Ranzinger (MDR)
- 2003: In Siena, an einem Regentag, Regie: Götz Naleppa (DLR)
- 2006: Mariannick Bellot: Weg ins Leben – Regie: Stefanie Horster (Hörspiel – DKultur)
- 2008: Heul doch – Regie: Katrin Moll (DLR)
- 2009: John von Düffel: Die Unsichtbare Regie: Christiane Ohaus, (Radio-Tatort – RB)
- 2009: Oliver Bukowski: In Grund und Boden – Regie: Alexander Schuhmacher (Hörspiel – SWR)
- 2012: Mario Salazar – Alles Gold was glänzt – Regie: Robert Schoen (DKultur)
- 2012: Oliver Bukowski Serjosha & Schultz – Regie: Karlheinz Liefers (Hörspiel – DLR Berlin)
- 2012: Solveigs Salon: Rot 7.73 – Regie: Klaus Michael Klingsporn (DKultur)
- 2012: Unschuld, Regie: Klaus Michael Klingsporn (DKultur)
- 2014: Besser gleich ins Herz – Regie: Steffen Moratz (MDR)
- 2015: Ulrich Land: Häuserkampf – Regie: Sven Stricker (Kriminalhörspiel – DKultur)
- 2019: Christopher Isherwood: Leb wohl, Berlin (3 Teile) – Regie: Leonhard Koppelmann (HR)
- 2019: Peter Hacks: Die Menschen sind lustige Leute.
- 2019: Jane Austen: Verstand und Gefühl (3 Teile) Regie: Alexander Schumacher, Hessischer Rundfunk HR
- 2024: Dunja Arnaszus: Den Hund begraben - Regie: Dunja Arnaszus, RBB[2]

## Hörbücher (Auswahl)
- 2008: Rolf Schneider: Die Affaire Ernst Winter. zyx music, ISBN 978-3-95995-148-7.
- 2019: Christopher Isherwood: Leb wohl, Berlin. Hörverlag, ISBN 978-3-8445-3643-0.

## Schriften
- Fürs Schubfach zu dick. Das Neue Berlin, Berlin 2009, ISBN 978-3-360-01983-7.
- Permanent trendresistent. Eulenspiegel-Verlag, Berlin 2018, ISBN 978-3-359-01382-2.

## Auszeichnungen
- 1989: Kunstpreis der DDR[3]
- 2001 Nominierung Deutscher Filmpreis, Kategorie: Beste weibliche Nebenrolle für Heidi M.[4]